# Battelli
Battelli je priimek več znanih Slovencev:
- Claudio Battelli (* 1949), didaktik naravoslovja
- Ettore Battelli (1923—1982), novinar, radijski komentator in javni delavec italijanskega rodu
- Roberto Battelli (1954—2024), politik, poslanec in novinar